# Carandá
O Carandá (Copernicia australis Becc.; Arecaceae ou Palmae) é uma planta da família das arecáceas, nativa da ecorregião de Chaco na Bolívia, Paraguai, Brasil (nos estados de Mato Grosso e Mato Grosso do Sul) e Argentina (especialmente na província de Formosa). De rápida germinação e abundante na forma silvestre, se aproveita pouco em jardinagem frente a outras palmeiras da região. É a mais resistente ao frio das espécies de Copernicia.

## Etimologia
O termo "Carandá" provém do tupi karã'dá.

## Características
C. alba é uma palmeira que atinge até 20 m de altura, com um espique de 40 cm de diâmetro máximo, raramente bifurcado, coberto de uma crosta de cor cinza e de superfície lisa ou marcada pelas vestígios dos galhos antigos nas plantas adultas. O sistema radicular é extenso e profundo. A madeira é resistente e densa (até 0,92 de densidade relativa em exemplares adultos). Mostra folhas palmadas, em forma de leque, agrupadas no ápice do talo, com o limbo de uns 70 cm de largura e o ráquis muito mais largo que isso, lenhoso e dotado de espinhos negros, duras e curvas; são palmatisetas, persistentes, com entre 30 e 50 folíolos lineares, cada um em torno de 2 cm de extensão e cor ligeiramente azulado. Nos exemplares adultos estão cobertos de uma cera similar a da carnaúba.
As flores formam inflorescências em espádices de cor amarela e quase 2 m de largura, formado por flores hermafroditas em torno de 4 mm de largura dispostos em espiral. Cada flor possui três ovários, um dos quais se desenvolverá o fruto, uma baga globosa de consistência pulposa e cor escura, monoseminada. A semente é ovóide, lisa, de cor castanho claro e até 12 mm de largura.

## Habitat
C. alba está adaptada a um clima de monções, con períodos de seca alternando com alagamentos. Requer muito sol, mas tolera aceitavelmente bem o frio uma vez que tenha germinado no lugar. Divide o habitat com a pinha (Syagrus romanzoffiana), Trithrinax campestris, Trithrinax biflabellata e Acrocomia totai.

## Uso
O tronco dos exemplares adultos se usa nas indústria madeireira para construção de postes para linhas telefônicas e elétricas.